# Bay City (Michigan)
Bay City ist eine Stadt im US-Bundesstaat Michigan und liegt 190 Kilometer nördlich von Detroit, an der Saginaw Bay des Lake Huron. Bay City ist County Seat des Bay Countys. Das U.S. Census Bureau hat bei der Volkszählung 2020 eine Einwohnerzahl von 32.661 ermittelt.

## Geographie
Die Stadt hat eine Fläche von 29,3 km², davon sind 27,0 km² Land und 2,4 km² Wasser. Durch das Stadtgebiet fließt der Saginaw River.

## Geschichte
Anfang des 19. Jahrhunderts befand sich auf dem Gebiet des heutigen Bay City eine kleine Stadt namens Lower Saginaw (das heutige Saginaw hieß damals Upper Saginaw). Sogar der französische Rechtswissenschaftler und Historiker Alexis de Tocqueville besuchte dieses Dorf auf seinen Reisen in den 1830er Jahren. Ursprünglich befanden sich mehrere kleine Städte und Dörfer auf beiden Seiten des Saginaw Rivers, zu denen Bay City, West Bay City und Salzburg zählten. Im Jahr 1905 wurden West Bay City und Bay City zur Stadt Bay City vereinigt. Zum 100. Jubiläum im April 2005 kamen Vertreter des US-Repräsentantenhauses, der Staatsregierung von Michigan und lokale Persönlichkeiten. Im späten 19. Jahrhundert war Bay City eine sehr wichtige Stadt in der Holzindustrie, da Michigan zu der Zeit sehr viele Wälder, vor allem mit Weymouth-Kiefer (Pinus strobus) hatte. Diese wurden in mehreren Sägemühlen zu Nutzholz für "balloon houses" und Schiffe verarbeitet. 1864 war eine Sägemühle Bay Citys, Sage-McGraw, die größte der Welt. Bay City war auch berühmt für seine Schiffswerften. Mit der Vernichtung der Wälder verschwanden langsam nicht nur die Sägemühlen, sondern auch der Schiffbau, bis auf eine Firma (Defoe Boat & Motor Co.), die 1972 auch schloss. Aber 1969 gründeten zwei Brüder die Firma Gougeon Brothers, die schon 1973 mehr Eissegelboote als jede andere Firma in den Vereinigten Staaten verkaufen konnte.

## Industrie
Bay City war früher eine wichtige Industriestadt. Bis 1983 hatte der Schienendrehkranhersteller Industrial Brownhoist seinen Sitz hier. Heute befinden sich Werke von GM Powertrain (861 Mitarbeiter), Dow Corning und S. C. Johnson & Son in Bay City.

## Museen
- Das Bay County Historical Museum (früher Museum of the Great Lakes) beherbergt historische Artefakte und verwaltet das älteste Haus in Bay County, das Trombley House, benannt nach den aus Frankreich stammenden Brüdern Tromblée.
- Saginaw Valley Navy and Ship Museum: u. a. als Exponat seit 2013 der Zerstörer USS Edson.

## Schulen und Universitäten

### Öffentliche Schulen (Public High Schools)
- Bay City Central High School
- John Glenn High School

### Bekenntnisschulen (Parochial Schools)
- All Saints Middle and High School

### Lokale Universitäten (Community Colleges)
- Delta College

## Kirchen
Bay City hat eine sehr große Anzahl von Kirchen vieler christlicher Gemeinden (Lutheraner, Baptisten, Methodisten, Pfingstler, freie Kirchen, katholische Kirchen) und ein jüdisches Gemeindezentrum.

## Persönlichkeiten
- Emil Annecke (1823–1888), der mit seinem Bruder Fritz Anneke (1818–1872) 1849 als sogenannter Forty-Eighter nach der gescheiterten Märzrevolution von Deutschland in die Vereinigten Staaten auswanderte und die Republikanische Partei in Michigan mitbegründete, ließ sich 1874 als Anwalt und Immobilienhändler in Bay City nieder und starb dort am 27. Oktober 1888. Sein Haus befand sich an der Ecke North Grant Street / 10th Street.
- Eric Esch, alias Eric Butterbean (* 1966), der Boxer, MMA-Fighter und Wrestler wurde in Bay City geboren.
- Bill Hewitt (1909–1947), der Footballspieler und Mitglied der Pro Football Hall of Fame ist in Bay City geboren.
- Bob LaLonde (1922–2015), der Colonel der United States Army Air Forces und Politiker wurde in Bay City geboren.
- Kid Lavigne (1869–1928), Boxer.
- John List (1925–2008), der Massenmörder kam aus Bay City.
- Francis Maclennan (1873–1935), Opernsänger.
- Warren L. McCabe (1899–1982), Chemieingenieur, wurde in Bay City geboren.
- Madonna, bürgerlich Madonna Louise Ciccone (* 1958), die Sängerin und Schauspielerin  wurde in Bay City geboren.
- Florian Mueller (1909–1983), der Oboist und Komponist  wurde in Bay City geboren.
- Rick Steiner (* 1961) und Scott Steiner (* 1962), die Ringerbrüder Robert und Scott Rechsteiner wurden in Bay City geboren.
- Annie Taylor (1838–1921) war der erste Mensch, der die Niagarafälle befuhr – und überlebte.

## Trivia
Die Bay City Players ist die älteste kontinuierlich existierende Stadttheatergruppe (community theater group) in Michigan.
Die Marching Band (Marschband) der Bay City Central High School ist die älteste fortlaufend bestehende Marching Band in Michigan.
Der Name der Band Bay City Rollers soll durch den wahllosen Wurf eines Wurfpfeils auf eine Landkarte der USA entstanden sein, der dabei auf die Stadt Bay City zeigte.
In der Fernsehserie Hör mal, wer da hämmert mit dem US-amerikanischen Komiker Tim Allen in der Hauptrolle werden regelmäßig einige Bauarbeiter der fiktiven Baufirma „K&B Constructions“ als Gäste in die Sendung „Tool Time“ eingeladen, um ihre fachkundige Meinung zu diversen baubezogenen Themen abzugeben. Es wird stets betont, dass diese Firma ihren Sitz in Bay City, Michigan, hat.

## Partnerstädte
- Ansbach in Bayern in Deutschland; seit 1960
- Goderich, Ontario, Kanada
- Lomé, Togo
- Posen, Polen